# كوكاتو (روح)
كوكاتو (بالإنجليزية: Cockatoo)‏ في المعتقد الميلانيزي هو طائر روح، ولد من امرأة تسمى کراواتا. يسرق الخبز من أفران النساء.